# 足立郡
- 令制国一覧 > 東海道 > 武蔵国 > 足立郡
- 日本 > 関東地方 > 東京府・埼玉県 > 足立郡

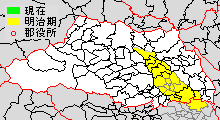
東京府・埼玉県足立郡の範囲

足立郡（あだちぐん）は、東京府・埼玉県（武蔵国）にあった郡。

## 概要
「足立」地名の由来と考えられている。現在の埼玉県鴻巣市から東京都足立区までの地域で、概ね荒川の左岸（東側）、元荒川と綾瀬川の右岸（西側）にあたる。郡衙は、さいたま市の「大久保領家遺跡」と「氷川神社東遺跡」にあったと推定されている。
1878年（明治11年）の郡区町村編制法の制定により、同年に一部が南足立郡に、翌1879年（明治12年）に残部が北足立郡となり消滅した。

## 郡域
現在の行政区画では概ね以下の区域に相当する。
東京都
- 足立区（全域）
- 北区（浮間）
- 板橋区（舟渡四丁目の一部）

埼玉県
- 川口市（全域）
- 蕨市（全域）
- 上尾市（全域）
- 桶川市（全域）
- 北本市（全域）
- 北足立郡伊奈町
- 戸田市（大字重瀬を除く）
- 草加市（綾瀬川以西）
- さいたま市（岩槻区を除く）
- 鴻巣市（大字荊原を除く元荒川以南）

## 歴史
- 「足立」の由来は、もと万葉仮名で「阿太知」だった[1]ものを諸国郡郷名著好字令により置き換えた[2]とみられるほか、日本武尊（または坂上田村麻呂）が立てるようになったという伝説や「葦立ち」の転じたものとする説もある。
- 足立区の伊興遺跡ほかから、弥生時代末期から平安時代中期にかけての遺物が出土している。
- さいたま市の大久保領家遺跡や、氷川神社東遺跡の掘立柱建物[3]は、平安時代中期（9 - 10世紀）に拡大したとみられる。
- 735年 - 長屋王邸出土木簡に足立の文字。
- 927年 - 延喜式神名帳に足立神社、氷川神社（武蔵国三宮、のち一宮））など。
- 934年 - 和名類聚抄に武蔵国足立郡が記載。
- 明治初期の村誌（のち武蔵国郡村誌）には、5町（鳩ヶ谷・川口・大門・与野・原市）、7宿（草加・蕨・浦和・大宮・上尾・桶川・鴻巣）、306村、32新田が記載されている[4]。

### 古地名
和名類聚抄に4-5郷および郡家郷・余戸郷が記されている。比定は日本歴史地名大系による。
堀津・発度（ほりつ・ほつと）
不詳。さいたま市風渡野（ふつとの）を遺名地とみる説、さいたま市西堀との関係をみる説、鴻巣市登戸とみる説がある。写本によっては堀津と発度を別の郷としている場合がある。
殖田（うえた）
さいたま市植田谷本を遺名地とし、その一帯に比定されている。
稲直（いなほ）
桶川市・上尾市・伊奈町の一帯とされている。
郡家
郡衙所在地と考えられ、さいたま市大宮区の一帯と考える説がある。
大里
不詳。さいたま市、蕨市、伊奈町などに比定する各説がある。
余戸
不詳。鴻巣市、足立区などに比定する各説がある。

### 近代以降の沿革
所属町村の変遷は南足立郡#郡発足までの沿革、北足立郡#郡発足までの沿革をそれぞれ参照
- 「旧高旧領取調帳」に記載されている明治初年時点での、当郡域3町9宿397村[6]の支配は以下の通り。他にも寺社領、寺社除地が各村に散在。（3町9宿397村）
  - 後の南足立郡域（1町41村） - 幕府領（佐々井半十郎支配所）
  - 後の北足立郡域（2町9宿356村） - 幕府領（大竹左馬太郎支配所、佐々井半十郎支配所、松村忠四郎支配所、福田所左衛門支配所）、旗本領、武蔵忍藩、武蔵岩槻藩
- 慶応4年
  - 6月19日（1868年8月7日） - 忍藩士の山田政則が武蔵知県事に就任。後の北足立郡域の幕府領・旗本領の一部を管轄。
  - 7月10日（1868年8月27日） - 旧幕府代官の桑山効が武蔵知県事に就任。後の北足立郡域の幕府領・旗本領の残部を管轄。
- 明治元年12月23日（1869年2月4日） - 桑山効知県事が河瀬秀治に交代。
- 明治2年
  - 1月10日（1869年2月20日） - 山田政則知県事が宮原忠英に交代。
  - 1月13日（1869年2月23日） - 武蔵知県事・宮原忠英、河瀬秀治の管轄区域にそれぞれ大宮県（県庁は東京府日本橋馬喰町）、小菅県を設置。
  - 9月29日（1869年11月2日） - 県庁が浦和に置かれ浦和県に改称。
- 明治4年
  - 7月14日（1871年8月29日） - 廃藩置県により、藩領が忍県、岩槻県となる。
  - 11月14日（1871年12月25日） - 第1次府県統合により、東京府に属する地域を除く全域が埼玉県の管轄となる。
  - 11月28日（1872年1月8日） - 小菅県・浦和県のうち後の南足立郡域が東京府（第2次）に移管。
- 明治11年（1878年）11月2日 - 郡区町村編制法の東京府での施行により、東京府足立郡に行政区画としての南足立郡が発足。埼玉県足立郡は存続。
- 明治12年（1879年）3月17日 - 郡区町村編制法の埼玉県での施行により[7]、足立郡の区域をもって行政区画としての北足立郡が発足。同日足立郡消滅。